# Солдатское сельское поселение (Воронежская область)
Солдатское се́льское поселе́ние — муниципальное образование в Острогожском районе Воронежской области Российской Федерации.
Административный центр — село Солдатское.

## История
Статус и границы сельского поселения установлены Законом Воронежской области от 2 декабря 2004 года № 88-ОЗ «Об установлении границ, наделении соответствующим статусом, определении административных центров муниципальных образований Грибановского, Каширского, Острогожского, Семилукского, Таловского, Хохольского районов и города Нововоронеж».

## Население
| 2000 | 2005  | 2010 | 2012 | 2013 | 2014 | 2015 |
| ---- | ----- | ---- | ---- | ---- | ---- | ---- |
| 1180 | ↘1080 | ↘989 | ↘960 | ↘940 | ↘936 | ↘916 |
| 2016 | 2017  | 2018 |      |      |      |      |
| ↘899 | ↗901  | ↘878 |      |      |      |      |

## Состав сельского поселения
| № | Населённый пункт | Тип населённого пункта       | Население |
| - | ---------------- | ---------------------------- | --------- |
| 1 | Клин             | хутор                        | ↘0        |
| 2 | Солдатское       | село, административный центр | ↘989      |